# Neuseeländische Badmintonmeisterschaft 1960
Die Neuseeländische Badmintonmeisterschaft 1960 fand in Wellington statt. Es war die 27. Austragung der Badmintonmeisterschaften von Neuseeland.

## Titelträger
| Disziplin    | Sieger                              |
| ------------ | ----------------------------------- |
| Herreneinzel | Jeffrey Robson                      |
| Dameneinzel  | Sonia Cox                           |
| Herrendoppel | Alban M. Stephens Neale R. Thompson |
| Damendoppel  | Sonia Cox Elizabeth M. Meyer        |
| Mixed        | Jeffrey Robson Val Gow              |